# Маргарет Бергер
Ма́ргарет Бе́ргер (норв. Margaret Berger; нар. 11 листопада 1985 року, Тронгейм, Норвегія) — норвезька співачка, авторка пісень та композиторка. 
Представляла Норвегію на Євробаченні 2013 з піснею «I Feed You My Love» (4 місце).